# Seif Heneida
Seifeldin « Seif » Heneida Abdesalam, né le 28 mars 2005, est un athlète égyptien naturalisé qatarien, spécialiste du saut à la perche.

## Biographie
Il est le frère cadet de Bassem Hemeida, spécialiste du 400 mètres haies qui représente également le Qatar, et de la sprinteuse Bassant Hemida qui représente l'Égypte.
Il se révèle en 2018 en devenant champion d'Asie cadet du saut à la perche (U18) à Koweït.
En 2023, Seif Heneida se classe deuxième des championnats d'Asie en salle et remporte les championnats panarabes, les championnats d'Asie juniors et les Jeux panarabes. Il termine à la 5e place des championnats d'Asie et à la 6e place des Jeux asiatiques.
Il se classe 4e des championnats d'Asie en salle 2024 en portant son record personnel à 5,55 m, nouveau record national. Il obtient par ailleurs un deuxième de champion d'Asie junior.

## Palmarès
| Date | Compétition                  | Lieu      | Résultat | Marque |
| ---- | ---------------------------- | --------- | -------- | ------ |
| 2023 | Championnats d'Asie en salle | Astana    | 2e       | 5,35 m |
| 2023 | Championnats panarabes       | Marrakech | 1er      | 5,40 m |
| 2023 | Championnats d'Asie juniors  | Yecheon   | 1er      | 5,50 m |
| 2023 | Jeux panarabes               | Oran      | 1er      | 5,51 m |
| 2023 | Championnats d'Asie          | Bangkok   | 5e       | 5,41 m |
| 2023 | Jeux asiatiques              | Hangzhou  | 6e       | 5,45 m |
| 2024 | Championnats d'Asie en salle | Téhéran   | 4e       | 5,55 m |
| 2024 | Championnats d'Asie juniors  | Dubaï     | 1er      | 5,51 m |

## Records
| Épreuve          | Marque      | Lieu    | Date            |
| ---------------- | ----------- | ------- | --------------- |
| Saut à la perche | 5,55 m (NR) | Téhéran | 18 février 2024 |